# Rimatara (Polynésie française)
Pour l'île, voir Rimatara.
Rimatara est une commune de la Polynésie française dans l'archipel des Australes en Polynésie française. Le chef-lieu de cette dernière est Amaru.

## Géographie
La commune est composée de deux atolls :
- Rimatara, atoll presque entièrement comblé par son île centrale de 7,83 km2 ;
- Îles Maria (Maria Ouest, Hull), 1,3 km2, un atoll inhabité avec quatre îlots.

En 2007, on y recensait 785 habitants, résidant sur l'atoll de Rimatara. Elle comprend les trois communes associées de:
- Amaru (265 habitants) (chef-lieu)
- Anapoto (221 habitants).
- Mutuaura (299 habitants) (à laquelle est rattaché l'atoll inhabité des Îles Maria)

## Démographie
L'évolution du nombre d'habitants est connue à travers les recensements de la population effectués dans la commune depuis 1971. À partir de 2006, les populations légales des communes sont publiées annuellement par l'Insee, mais la loi relative à la démocratie de proximité du 27 février 2002 a, dans ses articles consacrés au recensement de la population, instauré des recensements de la population tous les cinq ans en Nouvelle-Calédonie, en Polynésie française, à Mayotte et dans les îles Wallis-et-Futuna, ce qui n’était pas le cas auparavant. Pour la commune, le premier recensement exhaustif entrant dans le cadre du nouveau dispositif a été réalisé en 2002, les précédents recensements ont eu lieu en 1996, 1988, 1983, 1977 et 1971.
En 2017, la commune comptait 872 habitants, en diminution de 0,8 % par rapport à 2012
| 1971 | 1977 | 1983 | 1988 | 1996 | 2002 | 2007 | 2012 | 2017 |
| ---- | ---- | ---- | ---- | ---- | ---- | ---- | ---- | ---- |
| 738  | 813  | 914  | 969  | 929  | 791  | 785  | 879  | 872  |

| 2022 | - | - | - | - | - | - | - | - |
| ---- | - | - | - | - | - | - | - | - |
| 893  | - | - | - | - | - | - | - | - |

## Administration
La commune comprend trois communes associées : Amaru (chef-lieu), Anapoto, Mutuaura (à laquelle est rattaché l'atoll inhabité des Îles Maria).
Le maire est, depuis 2008, Artigas Hatitio.